# John Browne (1er comte d'Altamont)
Pour les articles homonymes, voir John Browne (homonymie) et Browne.
John Browne, 1er comte d'Altamont (v. 1709 - 4 juillet 1776), titré Lord Mount Eagle entre 1760 et 1768 et vicomte Westport entre 1768 et 1771, est un pair irlandais.

## Biographie
Il est le fils de Peter Browne et Mary Daly. Il s'inscrit à la Christ Church d'Oxford en juillet 1725.
Il est haut-shérif de Mayo en 1731 et est élu député de Castlebar en 1744, poste qu'il occupe jusqu'en 1760. Il est élevé à la pairie d'Irlande sous le nom de baron Mount Eagle, de Westport dans le comté de Mayo, et en 1768, il est créé vicomte Westport, de Westport House dans le comté de Mayo. En 1771, il est créé comte d'Altamont, dans le comté de Mayo.

## Famille
Il épouse, en décembre 17290, Anne Gore, fille de Arthur Gore et Elizabeth Annesley. Ils ont six fils et quatre filles :
- Peter Browne, 2e comte d'Altamont (1731 - 28 décembre 1780) épouse Elizabeth Kelly (? - 1er août 1765), dont descendance ;
- Arthur Browne  (en) (14 mars 1731 - 21 juillet 1779) épouse Anne Gardiner (? - juillet 1807), dont descendance ;
- Anne Browne (1740 - 21 février 1815) épouse Ross Mahon (1725 - 17 mars 1788), dont descendance ;
- George Browne  (en) (1735 - 22 juillet 1782) épouse Dorcas Moore, dont descendance (Domonick Browne, 1er baron Oranmore et Browne) ;
- James Browne  (en) (1736 - 22 octobre 1790), célibataire, sans enfants ;
- Henry Browne, (1738 - 28 janvier 1811) épouse Anna Lynch, sans descendance ;
- John Browne épouse Rosalinda Gilker puis Mary Cocks, dont descendance.